# Anna Fischer (Mathematikerin)
Anna (von) Fischer (* 27. Januar 1897 in Baku; † nach 1936) war eine russisch-schweizerische Pädagogin, Chemikerin und Mathematikerin.

## Leben
Anna war die Tochter des deutschen Kaufmanns Richard Spennemann und der Alexandrine (Nachname unbekannt). Der Vater starb im Geburtsjahr der jüngeren Tochter. Die Mutter heiratete später den wohlhabenden russischen Wirklichen Staatsrat Maximilian von Fischer, der Anna und ihre Schwester Olga adoptierte. Die beiden wuchsen in Odessa, Tiflis und im damals österreichischen Prag auf. Nach Beginn des Ersten Weltkriegs wurde Anna Fischer als Russin nicht zur Matura zugelassen und die Mutter wurde mit ihren Kindern interniert. Der zu dieser Zeit in Italien weilende Vater reiste dann in die Schweiz, wohin Frau und Töchter ihm 1915 nachfolgen durften.
1927 erwarb sie, wie zuvor ihr Stiefvater, das Berner Bürgerrecht.

## Studium und wissenschaftliche Karriere

### Chemikerin
Anna begann an der Universität Bern Chemie zu studieren, dann aber wurde das Vermögen ihres Stiefvaters eingefroren. Sie brach das Studium ab und arbeitete von 1918 bis 1921 als Hilfschemikerin in der Schweizerischen Celluloidwarenfabrik in Zollikofen. Sie führte dort im Labor Untersuchungen über die Viskosität der Acetylcellulosen durch, deren Resultate später in ihre Dissertation einflossen. Nachdem ihre Mutter verstorben und ihr Stiefvater nach Südslawien verreist war, ermöglichte Olga durch ihre Arbeit in der Berner Pathologie und später im Tierspital ihrer jüngeren Schwester Anna die Wiederaufnahme des Chemiestudiums. Diese trug mit Schreibarbeiten und Privatstunden dazu bei, den gemeinsamen Haushalt und ihre Studien zu finanzieren. 1922 bestand Anna Fischer ihre Doktorprüfung in Chemie.

### Mathematikerin
Anna Fischers wissenschaftliches Interesse verschob sich dann von der Chemie zur Geometrie. Fischer arbeitete als Volontärassistentin am Mathematischen Institut der Universität Bern. Sie war Schülerin von Ferdinand Gonseth, der damals in Bern Vorlesungen zur Höheren Geometrie hielt. 1924 wurde sie als Gymnasiallehrerin im Hauptfach Mathematik patentiert. Am 18. Juli 1929 beantragte sie die Venia docendi für Geometrie. Diese wurde ihr aufgrund ihrer sehr guten Habilitationsarbeit und der Probevorlesung Der Gruppenbegriff und seine Anwendungen sowie ihren meisterhaften früheren Publikationen am 20. Februar 1930 erteilt wurde. Damit war sie eine der ganz wenigen Frauen in Europa, die sich wie Sofja Kowalewskaja und Emmy Noether als Mathematikerinnen auszeichnen konnten.
1932 besuchte Anna Fischer den internationalen Mathematikerkongress in Zürich, wo ein Gruppenfoto entstand.
1932 wurde ihr vom Forschungsinstitut für Mathematik und Mechanik an der Petersburger Universität die Stelle als geometrische Mitarbeiterin angeboten. Der Professor für theoretische Physik, Paul Gruner, der schon Albert Einstein habilitiert hatte, versuchte erfolglos, Dr. Anna Fischer in Bern zu halten. Am 15. Juli 1932 reichte sie ihre Demission ein. Nach ihrer Rückkehr nach Russland  verliert sich ihre Spur. Es wird vermutet, dass sich Anna Fischer später mit der Philosophie ihres Berner Lehrers Ferdinand Gonseth beschäftigt habe. 1936 sei es ihr gelungen, von St. Petersburg nach Suchum auszureisen, wo sie möglicherweise während des stalinistischen Terrors verschollen ist. Nachforschungen in den 1990er Jahren in Suchum blieben erfolglos.